# Piotr Kościelecki
Piotr Kościelecki (zm. 22 listopada 1943 w Grądach-Woniecko) – polski rolnik zamordowany za pomoc okazaną Żydom podczas okupacji niemieckiej. Uhonorowany przez minister kultury, dziedzictwa narodowego i sportu Magdalenę Gawin w ramach projektu Instytutu Pileckiego Zawołani po imieniu.

## Życiorys
Piotr Kościelecki prowadził samotnie gospodarstwo rolne na skraju lasu w kolonii wsi Grądy-Woniecko w okolicach Zambrowa na Podlasiu. Jego żona, Zofia z domu Pojmańska, zmarła przed rozpoczęciem II wojny światowej. Małżeństwo miało syna Jana. Pod koniec 1942 r. Kościelecki udzielił schronienia nieokreślonej liczbie Żydów zbiegłych z okolicznych gett likwidowanych w owym czasie. Kościelecki umożliwił im ukrycie się w stogu siana na terenie swojego gospodarstwa, a także zaopatrywał ich w prowiant. 21 listopada 1943 r. uciekinierzy zostali wykryci przez przebywających w okolicznym majątku na turnusie rehabilitacyjnym Niemców, którzy tropili zwierzynę w pobliskim lesie. Tego dnia, pod nieobecność gospodarza, zostały zamordowane trzy ukrywające się osoby. 22 listopada 1943 r. Kościelecki został przeszukany, pobity i następnie zamordowany przez niemieckich żołnierzy z majątku w Grądach-Woniecko i żandarmów z posterunku w Rutkach. Miał 61 lat. Egzekucja miała miejsce obok stogu siana, w którym ukrywał zbiegłych z getta Żydów. Kościelecki został pochowany razem z zastrzelonymi ukrywanymi, w dole wykopanym przez sprowadzonych w tym celu sąsiadów posesji. Gospodarstwo Kościeleckiego zostało poddane rewizji i zrabowane. Jego ciało zostało ekshumowane przez jego syna Jana i pochowane na cmentarzu parafialnym w Wiźnie.

## Upamiętnienie
9 czerwca 2021 r. w Grądach-Woniecko miało miejsce odsłonięcie przez min. Magdalenę Gawin tablicy upamiętniającej Piotra Kościeleckiego i nieznanych z nazwiska Żydów, którym udzielał pomocy. Wydarzenie było zorganizowane w ramach projektu Zawołani po imieniu przez Instytut Pileckiego.